# 托波拉

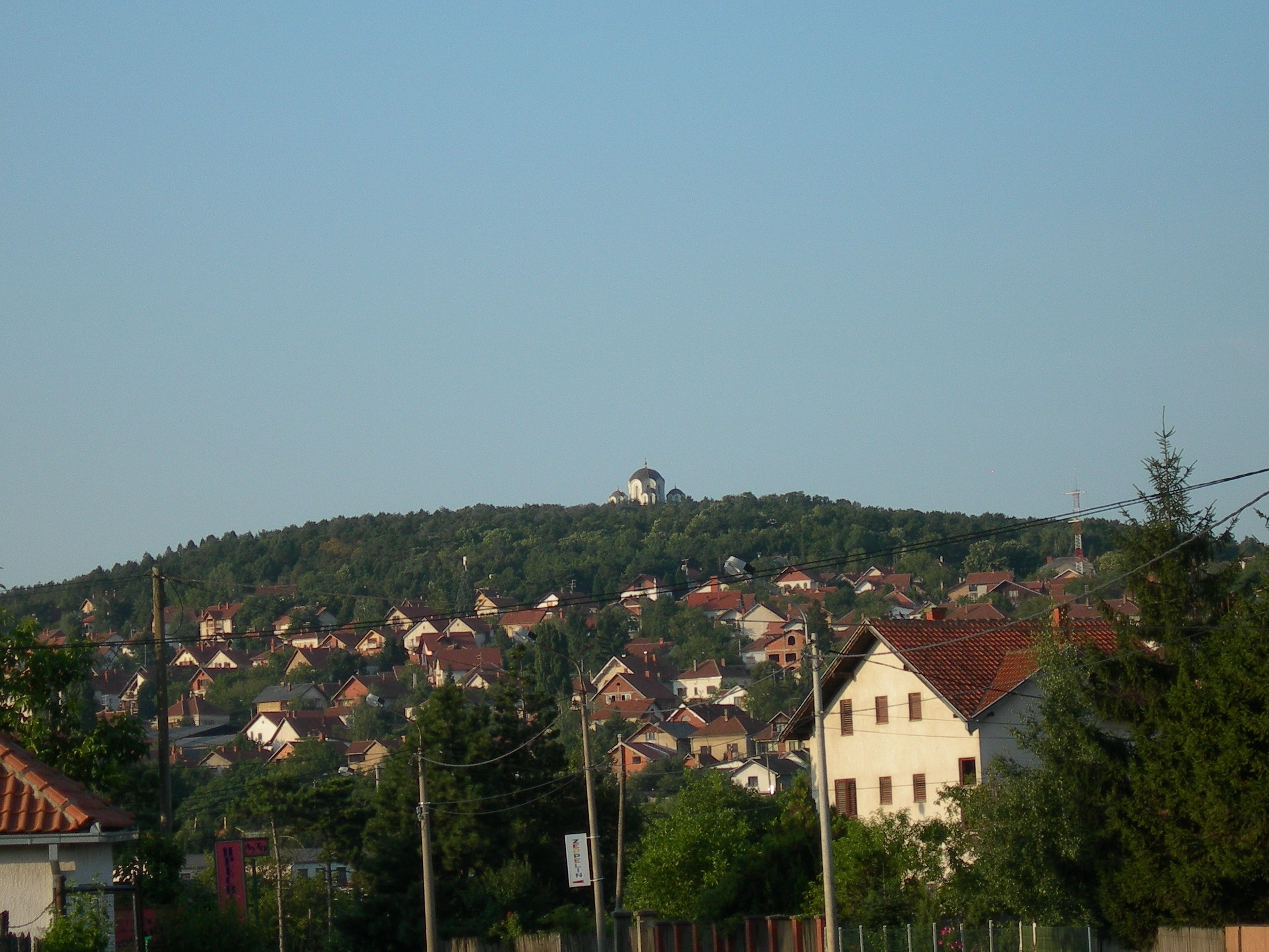

托波拉是塞爾維亞的城鎮，由舒馬迪亞州負責管轄，位於該國中部，距離首府克拉古耶瓦茨42公里，面積356平方公里，海拔高度221米，2011年人口有4,573人。
“Topola”这个名字有杨树的意思。

## 历史
该地区在 1389年科索沃战役后大量定居，在托波拉村庄的许多中世纪墓地中都可以看到。 “暴君”斯特凡·拉扎列维奇去世并被埋葬在附近的Crkvine小村庄。 1459年6月20日，位于托波拉以南的鲁德尼克市落入奥斯曼帝国之手。 一个小村庄被命名为 "Despotovica" 以纪念堕落的塞尔维亚专制国 。随着 17世纪塞尔维亚人大迁徙，该地区得到了进一步的定居。

## 外部連結
- Official Topola Municipality （页面存档备份，存于）
- Official Tourism Organization of Topola （页面存档备份，存于）